# Princípio da não-contradição
Esse artigo utiliza formas da notação da Lógica. Para uma descrição concisa dos símbolos usados nessa notação, veja Lista dos símbolos lógicos.
Na Lógica clássica, o princípio da não-contradição (ou o princípio da contradição, ou a lei da não-contradição, ou a lei da contradição), afirma que duas afirmações contraditórias não podem ser verdadeiras ao mesmo tempo, exemplo: As duas proposições "A é B" e "A não é B" são mutuamente exclusivas, dito de outra forma: "nada pode ser e não ser simultaneamente"
O princípio da não-contradição foi (primeiramente) formulado por Aristóteles e diz-nos que uma proposição verdadeira não pode ser falsa e uma proposição falsa não pode ser verdadeira. Nenhuma proposição (na lógica clássica), portanto, pode ser os dois ao mesmo tempo. O princípio da não-contradição é representado do seguinte modo:
{\displaystyle \neg (P\wedge \neg P).}
Exemplo: Não ("a bola é redonda" e "a bola não é redonda")
Segundo o princípio da não contradição uma proposição não pode ser verdadeira e falsa ao mesmo tempo.
O princípio foi definido como um teorema da Lógica Proposicional por Bertrand Russell e Alfred North Whitehead em Principia Mathematica como: :: {\displaystyle \mathbf {*3\cdot 24} .\ \ \vdash .\thicksim (p.\thicksim p)}
A lei da não contradição, assim como seu complemento, a lei do terceiro excluído (a terceira das três leis do pensamento), são correlatas à lei da identidade (primeira das três leis). Porque a lei da identidade particiona seu Universo Lógico em duas partes exatas, criando assim uma dicotomia onde as duas partes são "mutualmente exclusivas" e "conjuntamente exaustiva". A lei da não contradição é meramente uma expressão do aspecto da exclusão mútua dessa dicotomia, e a lei do terceiro excluído, uma expressão do aspecto da conjunção exaustiva.

## Interpretações
Uma dificuldade na aplicação da lei da não contradição é a ambiguidade em suas proposições. Sendo assim, se o tempo não for explicitamente especificado como parte das proposições A e B, então A pode ser B em um tempo, e não em outro. A e B podem em alguns casos soarem como mutuamente exclusivas linguisticamente mesmo que A possa ser parcialmente B e parcialmente não B ao mesmo tempo. Mesmo assim, é impossível para o predicado da mesma coisa, ao mesmo tempo, e na mesma interpretação, ter a ausência e a presença da mesma qualidade fixada.

### Filosofia Oriental
A lei da não contradição é encontrada na antiga Lógica Indiana como uma meta-regra na Shrauta Sutras, a gramática do Pãnini, e as Brahma Sutras atribuidas à Vyasa. E posteriormente foi elaborada por comentadores medievais como Madhvacharya.

### Heráclito
De acordo com Platão e Aristóteles, dizia-se que Heráclito negava a existência da lei da não contradição. Isto é se, Platão indicou, a lei da não contradição não impede a mudança das coisas no mundo. Se a filosofia do ser não é possível sem mudança, então (a potencialidade) do que poderá ser deverá existir no objeto presente. Em "Nós pisamos e não pisamos no mesmo rio; nós somos e não somos", ambos os objetos de Heráclito e Platão simultaneamente devem ser, de alguma forma, o que são agora e o tem um potencial (dynamis) do que poderá se tornar.
Infelizmente, muito pouco restou dos aforismos de Heráclito que não nos permite dizer muito sobre sua filosofia com precisão. Aparentemente ele manteve que disputa de opostos é universal, ambos, com ou sem, apesar de ambos se opor a existências ou qualidades devem simultaneamente existir, embora em alguns casos em respeito a diferença. "A estrada para cima e para baixo são uma e o mesmo implica que a estrada leva em ambos os sentidos, ou pode não haver estrada alguma. Isto é o complemento lógico da princípio da não contradição. De acordo com Heráclito, mudança, e o constante conflito de opostos é o logos universal da natureza.

### Protágoras
Percepções pessoais e subjetivas ou julgamentos somente podem ser ditos como verdadeiros ao mesmo tempo quando dizem respeito a mesma coisa, nesse caso, o princípio da não contradição deve ser aplicável aos julgamentos pessoais. A fala mais famosa de Protágoras é: "O Homem é a medida de todas as coisas: das coisas que são, do que são, e das coisas que não são, e do que não são.". No entanto, Protágoras estava se referindo às coisas que são utilizadas ou de alguma forma são relacionadas à humanos. Isso faz uma grande diferença de significado do seu aforismo. Propriedades, entidades sociais, ideias, sentimentos, julgamentos, etc. originados na mente humana. No entanto, Protágoras nunca sugeriu que o homem deve ser a medida das estrelas, ou o movimento das estrelas.

### Parmênides
Parmênides empregou uma versão ontológica do princípio da não contradição para provar que ser é negar o vazio, mudança, e movimento. Ele também desaprovou de forma semelhante proposições contrárias. A natureza do 'ser' ou o que é para Parmênides é um sujeito altamente contínuo. Alguns interpretam como sendo qualquer coisa que existe, alguns como qualquer coisa que seja ou pode ser o objeto do questionamento científico.

### Sócrates
Nos diálogos recentes de Platão, Sócrates utiliza o método Socrático para investigar a natureza ou a definição dos conceitos éticos como justiça ou virtude. Refutação elêntica depende de uma tese dicotômica, a qual pode ser dividida em exatamente duas partes mutuamente exclusivas, somente se uma delas for verdadeira. Sendo assim, Sócrates busca demonstrar o contrário da parte comumente aceita usando o princípio da não contradição. De acordo com Gregory Vlastos, o método que possui os passos abaixo:
1. O interlocutor de Sócrates formula uma tese, por exemplo, "Coragem é uma resistência da alma", a qual Sócrates considera falsa e mira uma refutação.
2. Sócrates assegura o acordo com seu interlocutor com premissas distantes, por exemplo, "Coragem é algo bom" e "Resistência ignorante não é algo bom".
3. Sócrates então argumenta, e seu interlocutor concorda, que essas premissas distantes implicam o contrário da tese original, neste caso nos leva a :"coragem não é resistência da alma".
4. Então Sócrates fala que mostrou que a tese do seu interlocutor é falsa e que sua negação é verdadeira.

### Síntese de Platão
A versão de Platão do princípio da não contradição define que "A mesma coisa, claramente não pode atuar ou receber o ato da mesma forma ou em uma relação com a mesma coisa ao mesmo tempo, de forma contrária" (A República (436b)). Nesse caso, Platão pronuncia três restrições axiomáticas na ação ou reação: 1) na mesma parte, 2) na mesma relação, 3) ao mesmo tempo. O efeito é de congelar o momento, em um estado atemporal, assim como personagens congelados em uma ação na "frieze of the Parthenon".
Assim, ele completa dois objetivos essenciais para sua filosofia. Primeiro, ele separa logicamente o mundo Platônico da mudança constante do mundo formalmente conhecido e momentaneamente fixa objetos físicos. Segundo, ele provê as condições para o método dialético para ser usado na busca de definições, como por exemplo no Diálogo Sofista. Então o princípio da não contradição de Platão é o ponto de começo de uma derivação empírica para tudo o que ele tem a dizer.
Em contraste, Aristóteles reverte a ordem de derivação de Platão. Ao invés de começar com a experiência, Aristóteles começa a priori com o princípio da não contradição como um axioma fundamental de um sistema filosófico de análise. Esse axioma então necessita a fixação em um modelo realista. Porém, ele começa com fundações lógicas muito mais fortes do que as de não contradição da ação de Platão, em que a reação tem uma demanda conflitante das três partes da alma.

### Contribuição de Aristóteles
A fonte tradicional do princípio da não contradição é da Metafísica de Aristóteles, onde ele dá três versões distintas.
1. ontológico: "É impossível que a mesma coisa pertença e não pertença a mesma coisa ao mesmo tempo e ao mesmo aspecto." (1005b19-20)
2. psicológico: "Ninguém pode acreditar que a mesma coisa possa (ao mesmo tempo) ser e não ser." (1005b23-24)
3. lógico: "A coisa mais certa é que todos os princípios básicos é que proposições contraditórias não são verdadeiras simultaneamente." (1011b13-14)

Aristóteles tentou diversas vezes provar esse princípio. Primeiro ele argumenta que cada expressão tem um significado único (caso contrário nós não poderíamos nos comunicar uns com os outros). Isso impede a possibilidade de "ser um homem", "não ser um homem" ser significativo. Mas "homem" significa "animal bípede" (por exemplo), então se alguma coisa é um homem, então é necessário (pela virtude do significado de "homem") que deve ser um animal bípede, então isso é impossível ao mesmo tempo para isso não ser um animal bípede. Afinal "não é possível dizer que é verdade ao mesmo tempo que a mesma coisa é e não é um homem" (Metafísica 1006b 35). Um outro argumento é que qualquer um que acredite em algo, não pode acreditar na sua contradição (1008b).
Porque ele não simplesmente se levanta e anda até um poço, ou se ele encontra um, sobre um vale? De fato, ele parece despreocupado com vales ou poços.

### Leibniz e Kant
Leibniz e Kant adotaram uma afirmação diferente, na qual o princípio assume essencialmente um significado diferente. A fórmula deles é A é não não-A; em outras palavras isso é impossível para um predicado de algo, ou qualidade, a qual é sua contradição. Diferentemente do princípio de  Aristóteles, esse princípio lida com a necessidade de relação entre o sujeito e o predicado em um único julgamento. Por exemplo, no livro Aenesidemus de Gottlob Ernst Schulze, isso está bem definido, "… nada capaz de ser pensado pode conter características contraditórias." Onde Aristóteles afirmou que uma ou outras duas proposições contraditórias devem ser falsas. O princípio Kantiano define que um tipo particular de proposição é por si mesma necessariamente falsa. Por outro lado, existe uma conexão real entre os dois princípios. A negação da afirmação A é não-A pressupões algum conhecimento do que é A, exemplo, a afirmação A é A. Em outras palavras um julgamento sobre A se faz necessário.
No julgamento analítico de Kant das proposições dependem de conceitos pressupostos, os quais são os mesmos para todas as pessoas. Suas afirmações, apesar de serem puramente princípios lógicos e à parte de fatos materiais, não se afasta muito do que Aristóteles chegou, os quais lidam simplesmente com o significado da negação.[carece de fontes?]

### Lógica Moderna
Tradicionalmente, no clássico Cálculo Lógico de Aristóteles, ao avaliar qualquer proposição existem apenas dois [Valor de verdade|valores verdade]], "verdadeiro" e "falso". Uma extensão óbvia para lógica bivalorada clássica é a lógica multivalorada para mais de dois valores possíveis. Na Lógica, uma lógica multivalorada é um calculo proposicional no qual existem mais de dois valores. Os mais populares da literatura são Lógica Tri-valorada (ex, Łukasiewicz's e Kleene's), as quais aceitam valores como "verdadeiro", "falso", e "desconhecido", finitas-valorações com mais de três valorações, e lógicas de infinitas-valorações (ex, Lógica Fuzzy e Lógica Probabilística).

### Dialeteísmo
Graham Priest defende a visão de que, sob algumas condições, algumas afirmações podem ser verdadeiras e falsas simultaneamente, ou podem ser verdadeiras e falsas em tempos diferentes. O dialeteísmo surge de paradoxos da lógica formal, como o paradoxo do mentiroso e o paradoxo de Russell.

## Impossibilidade de sua prova ou negação
Como todos os axiomas da lógica são verdadeiros, o princípio da não contradição é inverificável ou falseável, nas bases de que qualquer prova ou refutação precisa usar a própria lei à priori para chegar na conclusão. Em outra palavras, para verificar ou falsear as leis da lógica precisam ser que nem uma arma, um ato que poderia ser essencialmente auto-refutável. Desde o fim do século XX, certos lógicos propuseram que a lógica nega a validade do princípio. Coletivamente, esses lógicos são conhecidos como paraconsistentes, ou lógicos tolerantes à inconsistência. Mas não são todos os lógicos paraconsistentes que negam o princípio, até porque eles não são necessariamente completamente agnósticos para as inconsistências em geral. Graham Priest avançou com a mais forte tese sobre o assunto, a qual ele chamada de "Dialeteísmo".
Em várias derivações axiomáticas da lógica, isso é efetivamente resolvido mostrando que (P ∨ ¬P) e sua negação são constantes e simplesmente por definindo que VERDADEIRO é (P ∨ ¬P) e FALSO é ¬(P ∨ ¬P), sem tomar qualquer posição sobre o princípio da bivalência ou o princípio do terceiro excluído.
Alguns, como David Lewis, tem se contraposto à lógica paraconsistente na fundação que é simplesmente impossível para uma afirmação e sua negação serem juntamente verdadeiras.  Uma objeção relacionada é que a "negação" na lógica paraconsistente não é na realidade uma negação; é simplesmente um operador de formação da subcontrária.